# Štrkovecké jazero
Štrkovecké jazero je jezero v Bratislavě na Slovensku. Nachází se v městské části Ružinov v okrese Bratislava II. Jezero má rozlohu 5,6 ha. Dosahuje hloubky 2,5 až 8 m, když mělčina je paradoxně uprostřed. Je to způsobeno tím, že právě tam stál bagr, který těžil štěrk ze svého okolí.

## Historie
V 50. letech 20. století do míst dnešního Štrkoveckého jazera zasahovalo přes dnešní městskou část Vrakuňa Mlynské rameno Malého Dunaje. To však bylo zavezeno při stavbě sídliště. V jezeře, které po rameni zbylo, poté probíhala těžba štěrkopísků pro stavebnictví. Na začátku 90. let mělo jezero do té míry znečištěnou vodu a neupravené břehy, že se dokonce uvažovalo o jeho likvidaci zasypáním. Následovala však úspěšná rekultivace, a dnes je jezero cenným urbanisticko-architektonickým prvkem města.

## Využití

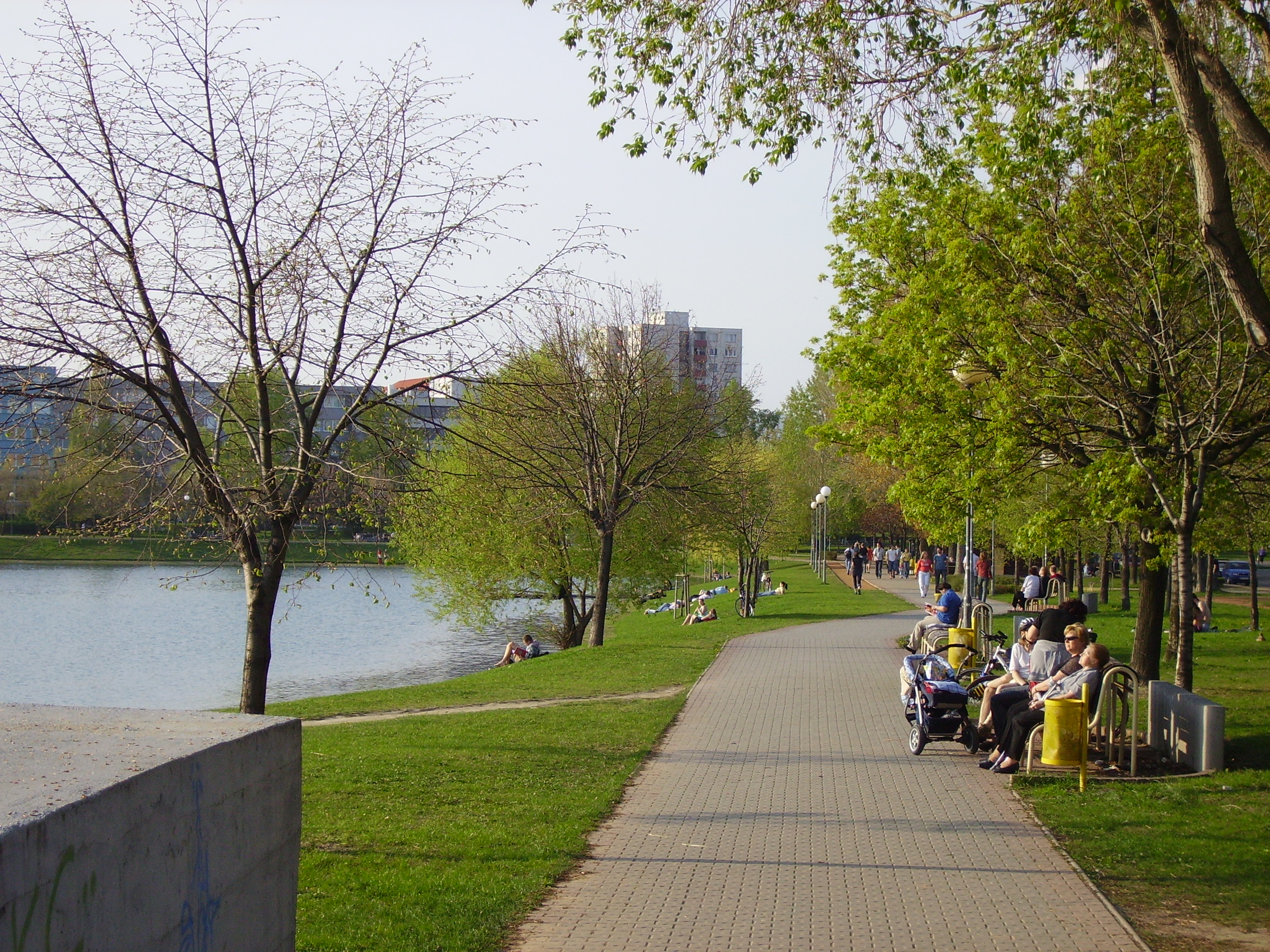
Promenáda podél břehu jezera

Pro obyvatele města je vyhledávanou rekreační a sportovní lokalitou. Okolo jezera je vybudovaná antuková běžecká dráha. Je zde také hřiště pro děti a mládež.

## Fauna
Leží na hlavní migrační cestě vodních ptáků, která vede podél Dunaje a slouží pro ně jako zastávka, když hledají v období tahu vhodné místo pro oddych a k zisku potravy.